# Croton paucistamineus
Espèce
Croton paucistamineus est une espèce de plantes à fleurs du genre Croton et de la famille des Euphorbiaceae, présente au Brésil (Mato Grosso).
Il a pour synonyme :
- Oxydectes paucistaminea, (Müll.Arg.) Kuntze